# Тшебель (гмина)
Тшебель (пол. Trzebiel) — сельская гмина (волость) в Польше, входит как административная единица в Жарский повет, Любушское воеводство. Население — 5797 человек (на 2004 год).

## Сельские округа
1. Бучины
2. Худзовице
3. Хвалишовице
4. Чапле
5. Дембинка
6. Ясёнув
7. Йенджиховице
8. Йенджиховички
9. Калки
10. Каменица-над-Нысон-Лужыцкон
11. Карсувка
12. Вежбенцин
13. Семирадз
14. Крулюв
15. Лукув
16. Марцинув
17. Мешкув
18. Нивица
19. Гневошице
20. Нове-Чапле
21. Броновице
22. Пусткув
23. Ольшина
24. Пшевозники
25. Рытвины
26. Седлец
27. Буковина
28. Старе-Чапле
29. Стшешовице
30. Тшебель
31. Влостовице
32. Жарки-Мале
33. Жарки-Вельке
34. Богачув
35. Окаленице
36. Пусткув

## Соседние гмины
1. Гмина Броды
2. Гмина Липинки-Лужыцке
3. Ленкница
4. Гмина Пшевуз
5. Гмина Туплице